# 川又千秋
川又 千秋（かわまた ちあき、1948年12月4日 -）は、日本の小説家、SF作家、評論家。日本SF作家クラブ、日本推理作家協会、各会員。

## 経歴・人物
北海道小樽市出身。慶應義塾大学文学部卒業。大学時代より、伝説的なSFファンの集まり「一の日会」に参加。
博報堂に入社しコピーライターとなる。1971年、評論「バラードはどこへ行くか？」（『季刊NW-SF』誌）で評論家デビュー。1972年「舌」（『季刊NW-SF』誌）で作家デビュー。また、同年、評論「明日はどっちだ！」を『S-Fマガジン』に発表。1973年から1975年にかけて『S-Fマガジン』に長編評論『夢の言葉・言葉の夢』を連載する。
1980年より専業作家となる。また、1983年、日本冒険作家クラブの創設の発起人の一人となる。1988年、日本SF作家クラブ事務局長。1992年～1993年、日本SF作家クラブ会長。
当初、ニュー・ウェーブの影響のもとにSFの評論および創作活動をおこなっていたが、その後、架空戦記分野の作品を中心として活動するようになる。
淑徳大学客員教授。また、1991年に池袋コミュニティ・カレッジ内で「空想小説ワークショップ」を開講。1992年から森下一仁に講師を譲ったが、2001年から再び川又が講師を担当している。
2012年には代表作『幻詩狩り』がアメリカで Death Sentences と題して英訳出版された。

## 作品リスト
（アンソロジーを除く）

### SF
- 亜人戦士シリーズ
  - 亜人戦士
  - 神話星団
  - 地球征服
- あなたは しにました
- 天の川綺譚
- アリオン異伝（安彦良和原作・監督のアニメ映画『アリオン』のノベライズ）
- 異性人たち
- 宇宙港物語（文庫版は『スターポート014 - 宇宙港物語』に改題）
- 宇宙船∞（メビウス）号シリーズ
  - 宇宙船∞号の冒険
  - 惑星オネイロスの伝説
- 海神の逆襲 - コマンド・タンガロア
- 火星甲殻団シリーズ
  - 火星甲殻団
  - ワイルドマシン - 火星甲殻団
- 火星人先史（星雲賞受賞）
- 狂走団
- 幻視界シリーズ
  - 第一界 - 愚能神話
  - 第二界 - 異海漂流
  - 第三界 - 幻創領域
  - 第四界 - 宇宙の扉
- 幻詩狩り（第5回日本SF大賞受賞[2]）
- 幻獣の密使 - エンボイ・カピアンゴ
- 最後の新人類
- 南十字星（サザンクロス）パイレーツ
- 硝煙の詩 - ヤング・インディ・ジョーンズ〈10〉（原案・ジョージ・ルーカス）
- 三百字小説
- 蜃気楼の少女－スター・ファイター1
- 時間帝国
- 邪火神
- 水夢（swim）
- 星遊記
- 赤道の魔界 - デビル・カビラ
- 創星記
- 天界の狂戦士
- 日本黙示録 - 非常時宣言発令
- 人形都市
- 反在士シリーズ
  - 反在士の鏡
  - 反在士の指環（『反在士の鏡』の増補版）
- 星狩人シリーズ
  - 星狩人
  - 人間牧場
  - 寄生同盟
  - 原罪都市
- 星々の声
- 魔獣大陸シリーズ（カバー・挿絵担当の永井豪と共著扱い）
  - 魔獣大陸〈第1部〉星を旅した娘
  - 魔獣大陸〈第2部〉氷の下の魔神
- 夢意識の時代
- 夢幻惑星
- 夢都物語
- 夢魔城
- 夜獣街
- 夢の言葉・言葉の夢
- 夢の戦士
- 妖姫のいけにえ
- 竜の夏
- 林彪の罠
- 羅府ガンハント
- ドラゴンクエスト列伝 ロトの紋章（原作・設定）
- 恐竜王（原作、ガンガンファンタジーコミックス）
- 46億年物語‐THE進化論‐（原案）

### 架空戦記・軍事アクション
- 極東愚連艦隊
- 九月の神風
- 血風インドシナ空戦録
- 真珠湾艦隊
- 真珠湾ようそろ
- 超音速ドラゴン伝説
- 筑波・核戦略都市を奪回せよ
- 対馬沖ソ連艦に突入せよ
- 総統兵団シリーズ
  - 虚空の総統兵団
  - 呪界の総統兵団
  - 総統兵団、潜航す
- 飛竜空戦記
- プリンス・オブ・ウェールズに捧ぐ
- ラバウル烈風空戦録
  - 翼に日の丸
- 聯合艦隊・七番勝負
- 架空大海戦 - 武蔵と大和、最期の咆哮

### 評論
- 夢の言葉・言葉の夢
- 夢意識(むいしき)の時代―SF論集

### ノンフィクション
- 十二戦艦物語

### 文庫等解説
- アンドロイドお雪（平井和正、角川文庫）
- 折紙宇宙船の伝説（矢野徹、角川文庫）
- 藤子・F・不二雄 SF全短篇 3巻（中央公論社）
- デビルマン 愛蔵版（講談社･コミックス）、2巻（講談社漫画文庫）

## 映画
- アニメ映画『アリオン』（1986年、東宝）… 構成
- アニメ映画『ヴイナス戦記』（1989年、松竹）… アドバイザー
- アニメ映画『亜人戦士』（1990年、松竹富士）… 原作
- アニメ映画『ドラゴンクエスト列伝 ロトの紋章』（1996年、松竹富士）… 原作

## その他
- アニメ系雑誌「月刊OUT」1980年4月号のガンダム特集に寄稿。